# Ryan McLeod
Ryan McLeod (* 21. September 1999 in Mississauga, Ontario) ist ein kanadischer Eishockeyspieler, der seit Juli 2024 bei den Buffalo Sabres aus der National Hockey League (NHL) unter Vertrag steht. Zuvor war der Center fünf Jahre in der Organisation der Edmonton Oilers aktiv. Zwischenzeitlich spielte McLeod, der im NHL Entry Draft 2018 von den Oilers ausgewählt worden war, im Jahr 2020 auf Leihbasis für den EV Zug in der Schweizer National League. Seine älteren Brüder Matt und Michael sind ebenfalls professionelle Eishockeyspieler.

## Karriere

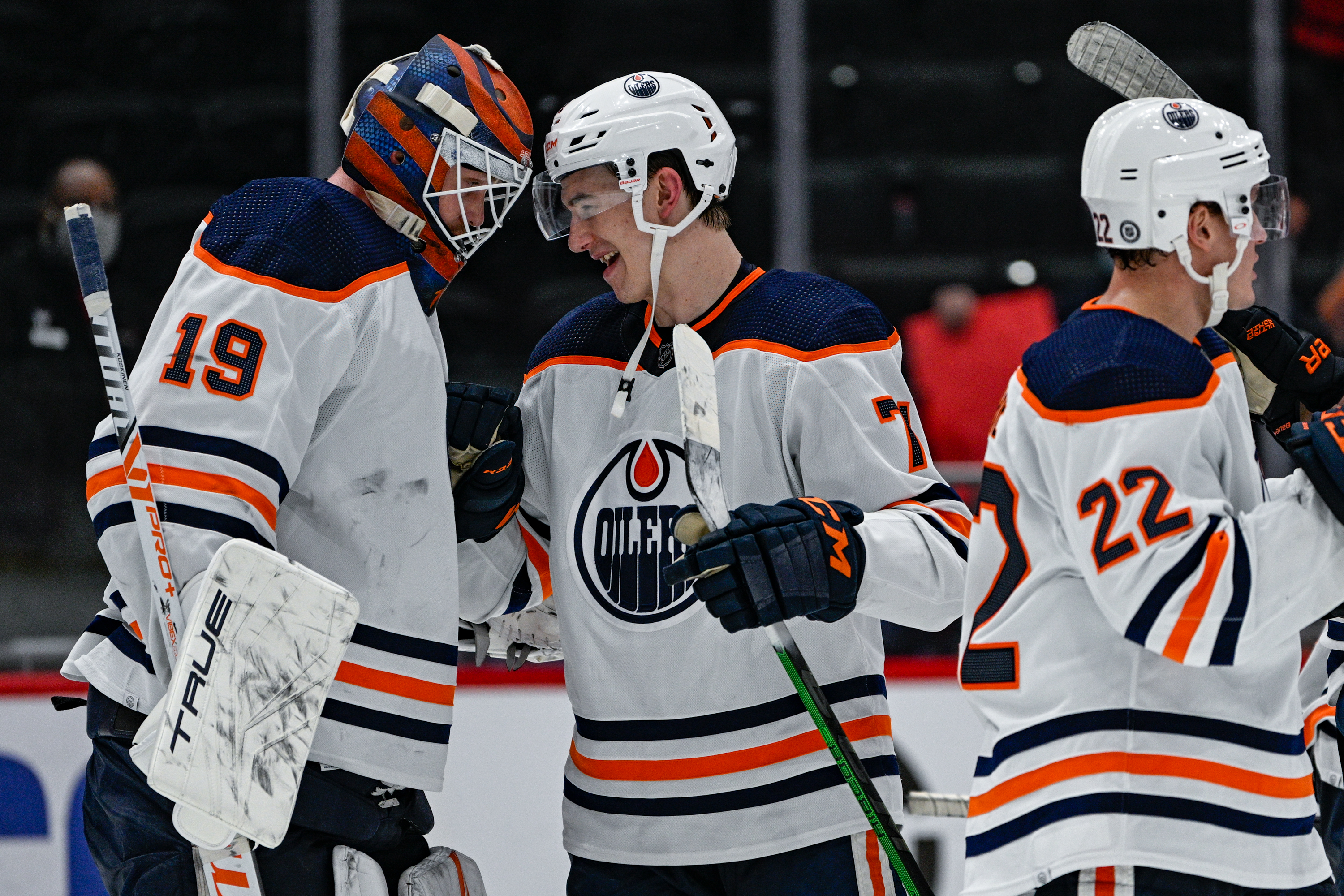
McLeod (Mitte) im Trikot der Edmonton Oilers (2022)

McLeod verbrachte den Beginn seiner Zeit bei den Junioren zunächst bei den Toronto Marlboros, für die er zwischen 2013 und 2015 erfolgreich in der Greater Toronto Hockey League (GTHL) spielte. Im Sommer 2015 wurde der Stürmer über die Priority Selection der Ontario Hockey League (OHL) von den Flint Firebirds ausgewählt, die ihn allerdings noch vor Beginn der Saison 2015/16 zum Ligakonkurrenten Mississauga Steelheads, dem Team aus seiner Geburtsstadt, transferierten. Dort spielte auch sein älterer Bruder Michael. Bei den Steelheads verbrachte McLeod insgesamt dreieinhalb Spielzeiten, in denen er unter anderem im Frühjahr 2017 die Finalserie um den J. Ross Robertson Cup erreichte und beim NHL Entry Draft 2018 in der zweiten Runde an 40. Position von den Edmonton Oilers aus der National Hockey League (NHL) ausgewählt wurde. Im Verlauf der Spielzeit 2018/19 wurde der Offensivspieler Anfang Januar 2019 im Tausch für einen anderen Spieler und fünf Draft-Wahlrechte an die Saginaw Spirit abgegeben. Dort beendete er im Frühjahr 2019 seine Juniorenkarriere.
Anschließend wurde McLeod im Mai 2019 von den Edmonton Oilers mit einem NHL-Einstiegsvertrag ausgestattet und gab in der Folge sein Profidebüt für deren Farmteam, die Bakersfield Condors, in der American Hockey League (AHL). Mit Beginn der Saison 2019/20 gehörte der Kanadier fest zum Kader der Condors und kam bei 56 Einsätzen auf 23 Scorerpunkte. Aufgrund des verspäteten Starts der Spielzeit 2020/21 vor dem Hintergrund der COVID-19-Pandemie in Nordamerika wurde McLeod im September 2020 an den EV Zug aus der Schweizer National League ausgeliehen, um dort weiter Spielpraxis zu sammeln. In 17 Meisterschafts- bzw. Pokalspielen für den EVZ sammelte er beachtliche 14 Punkte. Zum Jahresbeginn 2021 kehrte er in die Organisation der Oilers zurück, wo er sich über seine Leistungen in der AHL mit fortschreitender Zeit für das NHL-Aufgebot Edmontons empfahl. Dort feierte er im Mai 2021 sein Debüt und entwickelte sich im Verlauf des Spieljahres 2021/22 schließlich zum Stammspieler. In den Playoffs 2024 erreichte er mit den Oilers das Finale um den Stanley Cup, unterlag dort allerdings den Florida Panthers mit 3:4.
Nach fünf Jahren in der Organisation der Oilers wurde McLeod im Juli 2024 samt Tyler Tullio an die Buffalo Sabres abgegeben, die im Gegenzug Nachwuchsspieler Matthew Savoie nach Edmonton schickten.

### International
Für sein Heimatland nahm McLeod im Juniorenbereich an der World U-17 Hockey Challenge 2015 sowie dem Ivan Hlinka Memorial Tournament 2016 teil. Bei der World U-17 Hockey Challenge errang er dabei mit dem Auswahlteam Canada White die Goldmedaille, wozu er in sechs Turnierspielen eine Torvorlage beisteuerte. Im Rahmen des Ivan Hlinka Memorial Tournaments, das die Kanadier auf dem fünften Rang beendeten, blieb der Stürmer in vier Spielen punktlos.

## Erfolge und Auszeichnungen
- 2015 Goldmedaille bei der World U-17 Hockey Challenge

## Karrierestatistik
Stand: Ende der Saison 2024/25

### International
Vertrat Kanada bei:
- World U-17 Hockey Challenge 2015
- Ivan Hlinka Memorial Tournament 2016

(Legende zur Spielerstatistik: Sp oder GP = absolvierte Spiele; T oder G = erzielte Tore; V oder A = erzielte Assists; Pkt oder Pts = erzielte Scorerpunkte; SM oder PIM = erhaltene Strafminuten; +/− = Plus/Minus-Bilanz; PP = erzielte Überzahltore; SH = erzielte Unterzahltore; GW = erzielte Siegtore; 1 Play-downs/Relegation; Kursiv: Statistik nicht vollständig)